# イベ・エスター・チカンソ
イベ・エスター・チカンソ（英語: Ibe Esther Chikanso、2001年6月28日 - ）は、ナイジェリアの女子バスケットボール選手である。ポジションはセンター。Wリーグの東京羽田ヴィッキーズ所属。

## 来歴
岐阜女子高校に留学しインターハイとウインターカップともに準優勝。
東京医療保健大学に進み、インカレでは優勝を経験。
2024年11月、東京羽田ヴィッキーズにアーリーエントリー登録される。